# Ribas de Miño (Páramo)
Ribas de Miño (llamada oficialmente Santiago de Ribas de Miño) es una parroquia y un caserío español del municipio de Páramo, en la provincia de Lugo, Galicia.

## Organización territorial
La parroquia está formada por cinco entidades de población, constando cuatro de ellas en el nomenclátor del Instituto Nacional de Estadística español:
- A Escrita
- Outeiro
- Pedrouzos
- Ribas de Miño
- Vilar

## Demografía

### Parroquia
| Gráfica de evolución demográfica de Ribas de Miño (parroquia) entre 2000 y 2020 |
|                                                                                 |
| Datos según el nomenclátor publicado por el INE.                                |

### Caserío
| Gráfica de evolución demográfica de Ribas de Miño (caserío) entre 2000 y 2020 |
|                                                                               |
| Datos según el nomenclátor publicado por el INE.                              |